# Gabriel Centnerszwer
Gabriel Centnerszwer (ur. 30 września 1841 w Warszawie, zm. 24/26 września 1917 tamże) – polski wydawca i księgarz żydowskiego pochodzenia.
Urodził się w Warszawie w rodzinie żydowskiej, jako syn Jakuba Centnerszwera (1798–1880). W latach 1863–1866 studiował na Wydziale Filologiczno–Historycznym Szkoły Głównej Warszawskiej. W 1867 założył w Warszawie przy ulicy Marszałkowskiej księgarnię asortymentowo-nakładową, którą rozwinął w jedną z poważniejszych placówek, wydających literaturę piękną i ludową. Był jednym z nielicznych wydawców książek polskich dla dzieci żydowskich. W 1903 sprzedał księgarnię Jakubowi Mortkowiczowi i Henrykowi Lindenfeldowi, pozostając nadal w spółce. Był postacią szeroko opisywaną w opracowaniach.
Z małżeństwa z Rebeką z domu Silberfeld (1839–1917) miał jednego syna, Mieczysława.
Zmarł w Warszawie. Jest pochowany na cmentarzu żydowskim przy ulicy Okopowej.